# Garnizon Jejska
Garnizon Jejska (ros. Ейский гарнизон) – samodzielna jednostka wojskowa wojsk Białych podczas rosyjskiej wojnie domowej.
Miasto Jejsk, leżące w Kraju Krasnodarskim nad Morzem Azowskim, zostało zdobyte przez oddziały Sił Zbrojnych Południa Rosji gen. Antona I. Denikina 12 lipca 1918 r. Rozstrzelano wielu zrewolucjonizowanych marynarzy, aktywistów partyjnych i mieszkańców Jejska, wspierających bolszewików (m.in. przewodniczącego miejskiej rady W.N. Pawłowa). W mieście został ustanowiony garnizon pod dowództwem gen. Kazbułata A. Jesijewa. Stanowił on samodzielny związek taktyczny. Liczył początkowo ok. 1,2 tys. żołnierzy. Z powodu ciężkich walk prowadzonych z wojskami bolszewickimi część oddziałów garnizonu została odesłana na front. W tej sytuacji pod koniec 1919 r. w skład garnizonu wchodziły jedynie Samodzielna Sotnia Konna (110 żołnierzy), Samodzielna Jejska Piesza Sotnia Wartownicza (190 żołnierzy) i pododdziały 1 Rejonu Służby Łączności (240 żołnierzy). Na pocz. marca 1920 r. Jejsk został zdobyty przez bolszewicki Mceński Pułk Piechoty 15 Inzienskiej Dywizji Piechoty.